# John Hawkins (friidrottare)
John Hawkins, född 8 juni 1949, är en friidrottare från Kanada. Han deltog vid olympiska sommarspelen 1972.